# Guillermo Ganoza Vargas
Guillermo Ganoza Vargas (Trujillo, 31 de enero de 1923 - Trujillo, 15 de junio de 1988), conocido como el Gran Chimú, fue un abogado, empresario y filántropo peruano, creador e impulsor del Concurso Nacional de Marinera realizado en su ciudad natal.

## Biografía
Fue hijo de Juan Julio Ganoza Calonge y de Hortencia Vargas de Ganoza. Estudió en el colegio Seminario de San Carlos y San Marcelo de Trujillo. Posteriormente se graduó de abogado en la Universidad Nacional Mayor de San Marcos, en Lima, donde fue presidente del Centro Federado de Derecho en 1945.
Se casó con la piurana Marcela Temple Seminario tuvo cinco hijos: Marcela, Ricardo, Claudia, Juan Esteban y Gonzalo Ganoza Temple.

## Labor filantrópica y cultural

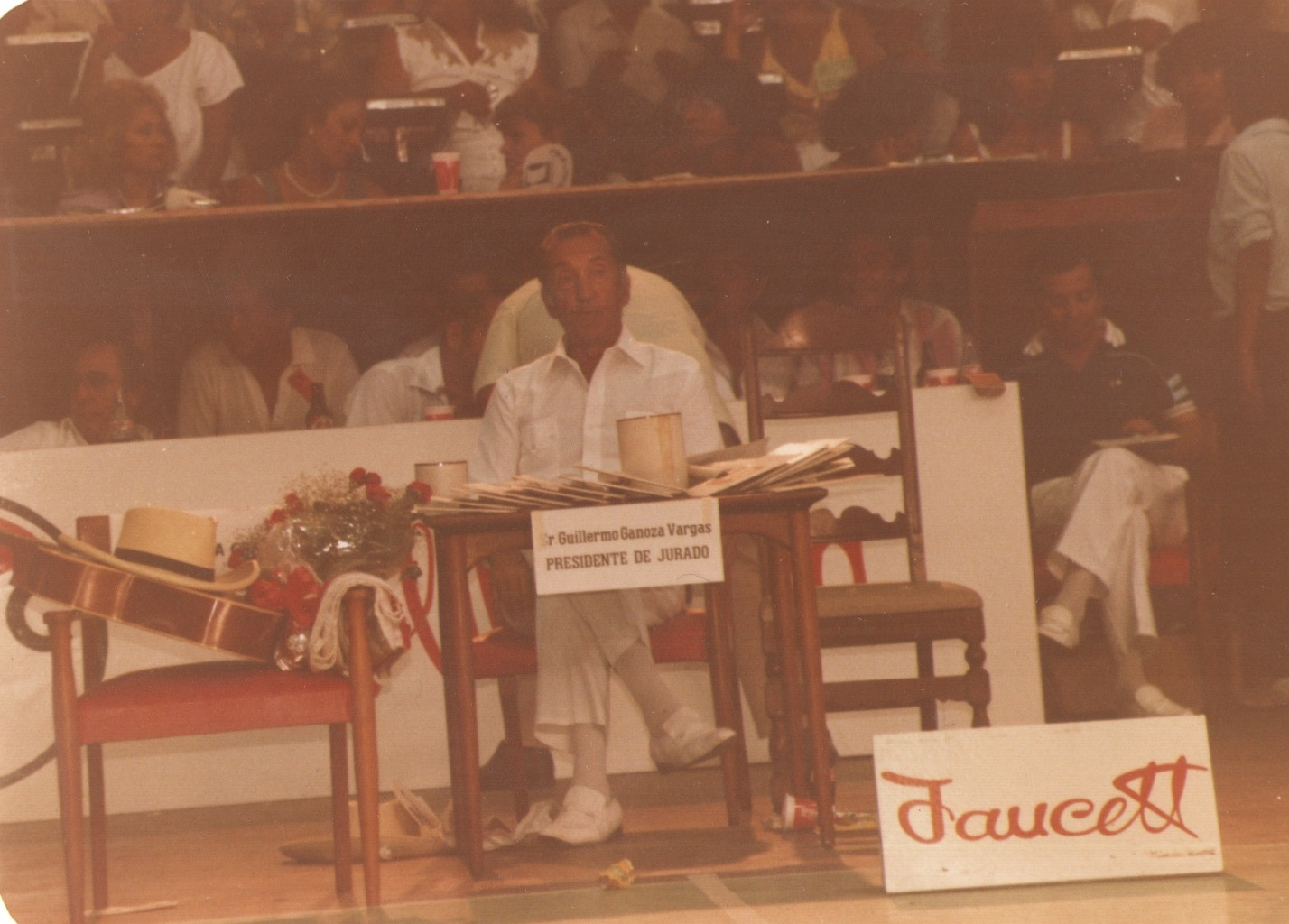
Guillermo Ganoza como Presidente del jurado calificador del Concurso Nacional de Marinera

### Concurso Nacional de Marinera
En 1960, como miembro de la directiva del Club Libertad de Trujillo, que presidía su hermano Juan Julio Ganoza Vargas, tuvo la gran idea de crear un concurso de bailes de marinera para revalorar esta danza y captar fondos para el Club. Con el transcurrir de los años, debido al interés de los migrantes peruanos por participar en el extranjero, el concurso dejó de ser regional para llegar a traspasar fronteras, convirtiéndose ya en una celebración internacional.
De esta manera, Guillermo Ganoza Vargas fue el creador, fundador y el principal impulsor del Concurso Nacional de Marinera. Hoy en día este evento cultural ha ido evolucionado y es uno de los más importantes del Perú. Reúne cada año a cientos de parejas en las diversas filiales que el Club Libertad de Trujillo tiene a nivel internacional, tales como Suecia, España, Suiza, Estados Unidos, Japón, Canadá, Francia, Italia, Chile, Argentina y Bélgica, donde compiten por el premio máximo Pañuelos de Oro. Cuando Ganoza Vargas fue durante 28 años, hasta su fallecimiento, presidente del jurado calificador de dicho concurso, ya se consideraban parejas de talla internacional.
Su pasión por la Marinera está inspirada en su madre, Hortencia Vargas de Ganoza, a quien observaba, junto a su padre que no sabía bailar,  danzar sin zapatos con los trabajadores del campo, en ‘La Haciendita de Moche’, en Trujillo, donde vivió toda su infancia.
En algún momento se pensó que el baile de la Marinera se estaba extinguiendo, pues la música foránea o moderna, como el twist, imponía su ritmo entre los jóvenes; los únicos que la bailaban eran las personas mayores, que esperaban casi al final de las fiestas familiares o populares escuchar los compases de la Marinera para poder bailar a ritmo de las palmas. Fue así que Guillermo Ganoza Vargas decidió impulsar este baile, principalmente por la tradición y pasión heredada de su madre.
En el primer Concurso de Marinera  (1960), donde solo concursaron doce parejas locales,  se generó el impulso necesario para revalorar esta danza nacional, la cual no se ha detenido hasta la fecha. En la actualidad existen más de cinco mil parejas que participan. En los sucesivos concursos de Marinera, gracias a la gestión de don Guillermo Ganoza,  han participado como jurado destacadas figuras peruanas, tales como: Chabuca Granda, Nicómedes Santa Cruz, César Miró, Mario Vargas Llosa y Susana Baca. A partir de ese entonces, la Marinera retomó el lugar que le correspondía en los corazones de los trujillanos.
Otro de los atractivos que complementaron esta fiesta fue la elección y coronación de la primera reina del concurso, Aida Ganoza Vega. Lo anecdótico de esta elección fue que Aida no se conformó con ser reina, sino que ganó, junto a Gustavo Ferrer, el Concurso Nacional de Marinera de 1962.

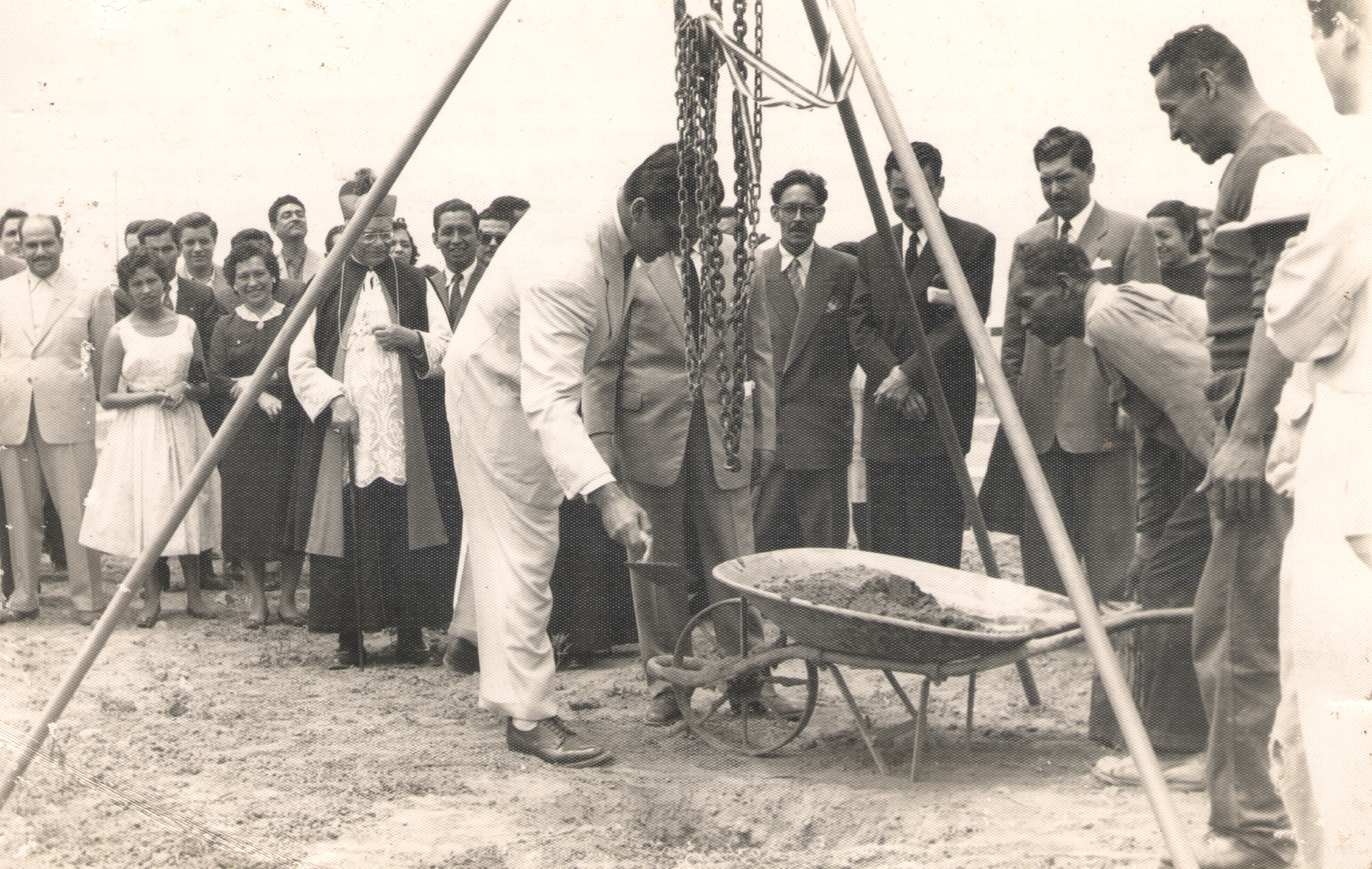
Colocación de la Primera Piedra en la urbanización Santa Edelmira de Trujillo.

### Espíritu regionalista y deportivo

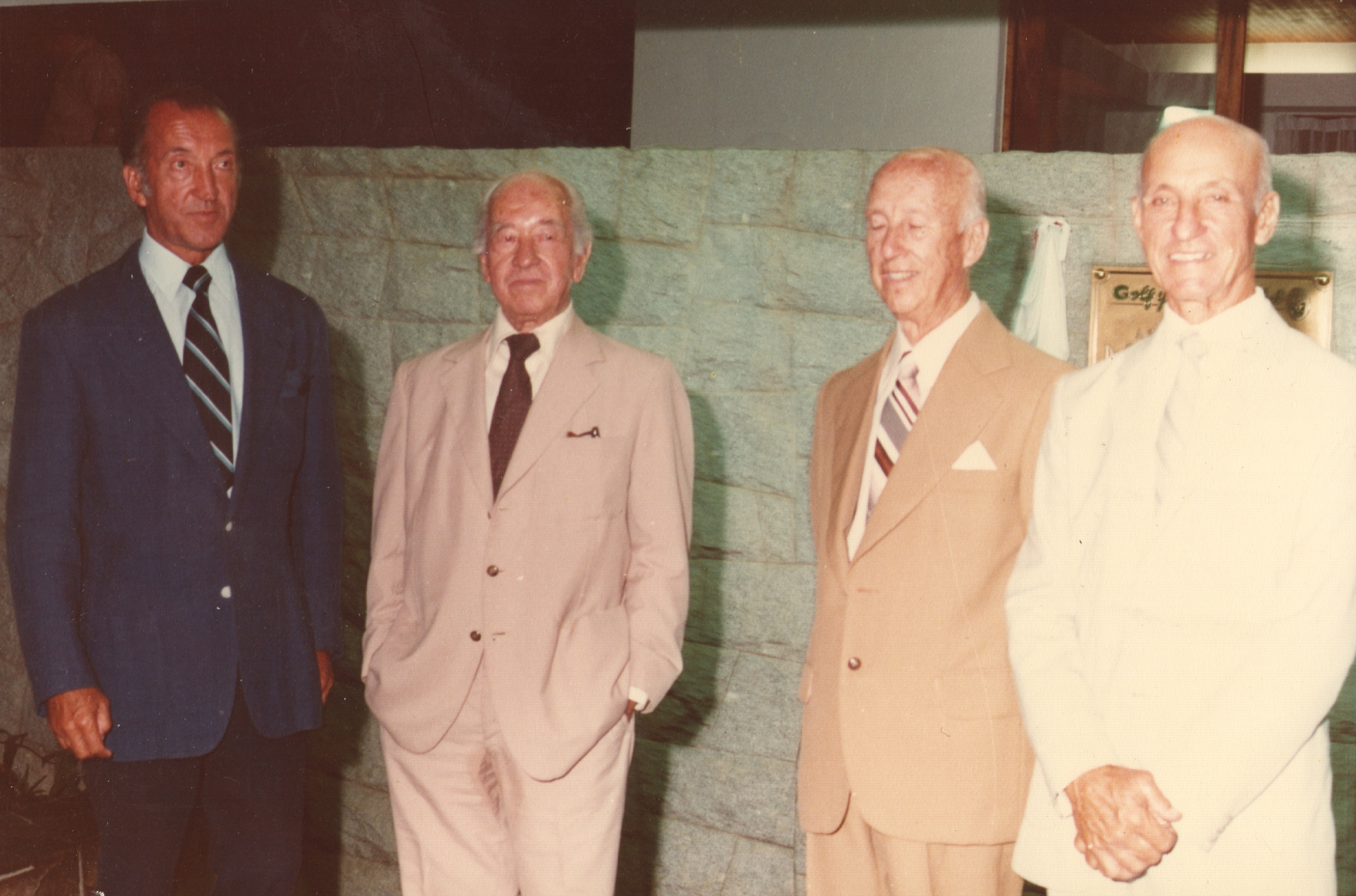
Placa Golf y Country Club de Trujillo

Guillermo Ganoza Vargas tenía un gran espíritu regionalista, renunció a numerosas propuestas para cargos políticos y diplomáticos y prefirió quedarse en Trujillo. Como benefactor donó, en compañía de sus hermanos Luis Felipe, Juan Julio y Dora, terrenos en la urbanización California para los colegios La Inmaculada y San José Obrero.
Otra de sus actividades permanentes fue el deporte. En el colegio destacó en las disciplinas de lanzamiento de disco y bala; y en la universidad perteneció a la selección nacional de lanzamiento de bala. Luego, ya como empresario, junto a su hermana Dora, donaron terrenos para la construcción del prestigioso Golf y Country Club de Trujillo, el cual también fundó a finales de la década del 60, junto a un grupo de trujillanos.
El 15 de septiembre de 1983, debido a su afición por el box, con el auspicio de la empresa trujillana ‘Ganoza RRI’, ayudó al boxeador trujillano Orlando Romero a enfrentarse en Estados Unidos al estadounidense Ray Mancini, por el título de la Asociación Mundial de Boxeo, finalmente fue derrotado por nocaut en el noveno asalto.
Reconocido por la YPO
En 1951, a sus 28 años, Guillermo Ganoza Vargas perteneció a la Young Presidents Organization (YPO), a pesar de que a su corta edad no cumplía con todos los requisitos para la admisión. Sin embargo, sus grandes logros como próspero empresario trujillano llamaron la atención de esta organización internacional, que de inmediato lo incorporó a sus filas.
Gracias a esta prestigiosa red de contactos, logró establecer importantes relaciones con presidentes, embajadores y grandes empresarios a nivel mundial. Esto benefició a su tierra natal, Trujillo, pues instauró modelos de negocios traídos del exterior, que dinamizaron y modernizaron la capital liberteña.

### Aportes solidarios
Guillermo Ganoza creó muchas fuentes de trabajo para ayudar a las personas más necesitadas. Alrededor de 100 madres de familia de condición humilde confeccionaron tejidos artesanales, que luego se exportaban a Estados Unidos y Europa; además brindaba trabajo en sus empresas a mucha gente proveniente de otros centros poblados como el de Santiago de Huamán, Trujillo.
Es difícil resumir en pocas palabras las obras de un personaje que hizo tanto por su tierra, en el campo industrial, urbanístico, la banca, arqueológico, turístico, educativo y folklórico. Por su gran contribución a Trujillo, a su cultura y tradición, don Guillermo Ganoza recibió el apelativo ‘Gran Chimú’.
Proyecto Hope (Barco Hospital)

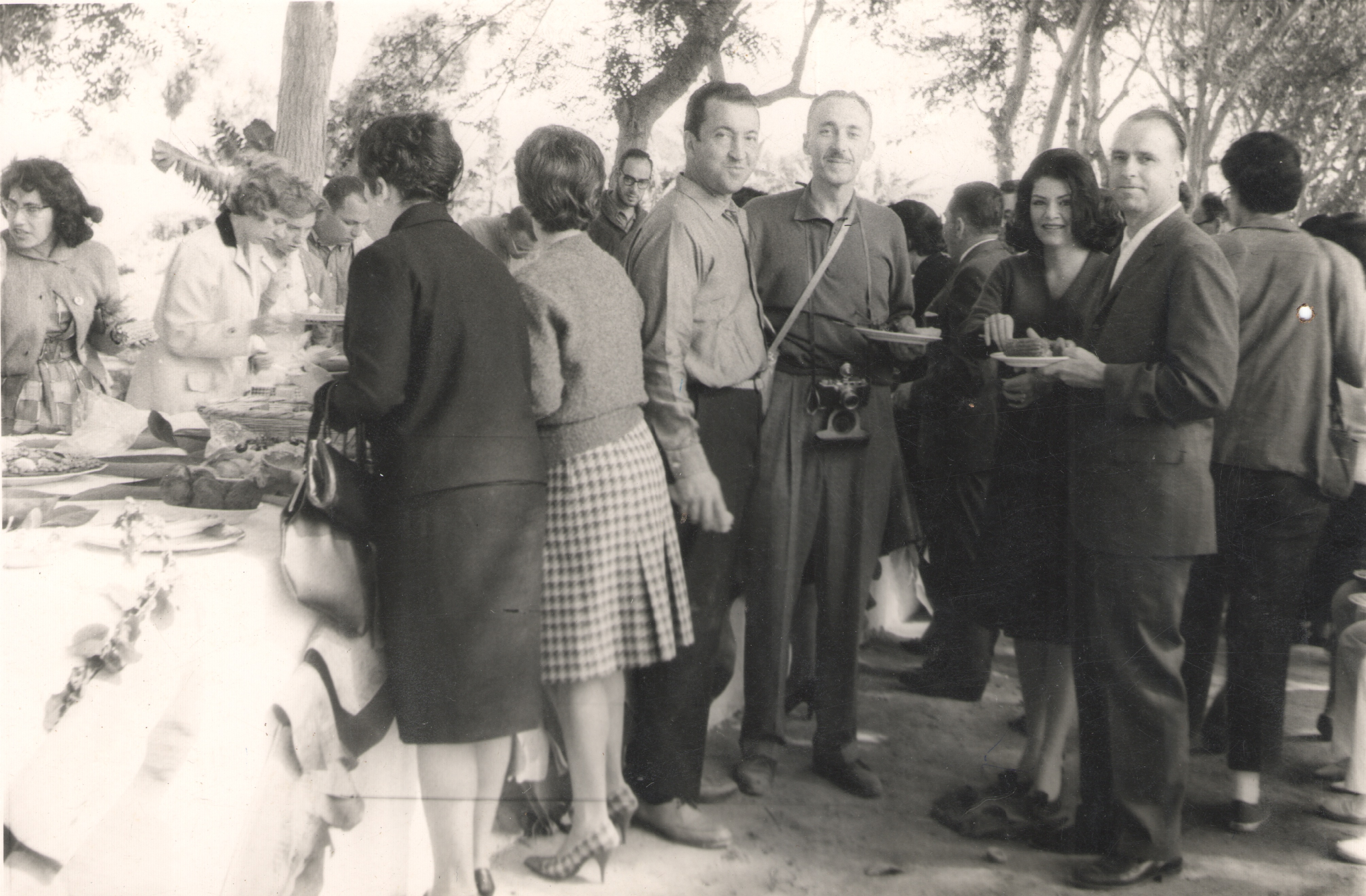
Guillermo Ganoza junto a doctores del Barco Hospital Hope

Ganoza fue presidente del Comité Proyecto Hope (Barco Hospital Hope) en 1961, de esta manera, ayudó a los pobladores de todo el norte chico peruano con el tratamiento de Labio leporino, además de diversas enfermedades y dolencias.

### Aportes urbanísticos y arqueológicos
Don Guillermo decidió desarrollar su ciudad, creando urbanizaciones que hoy perduran en el tiempo, tales como California (la primera urbanización residencial en Trujillo), Santa Edelmira, Primavera, Santa Leonor (Urbanización Industrial),  Palmeras del Golf y El Golf.

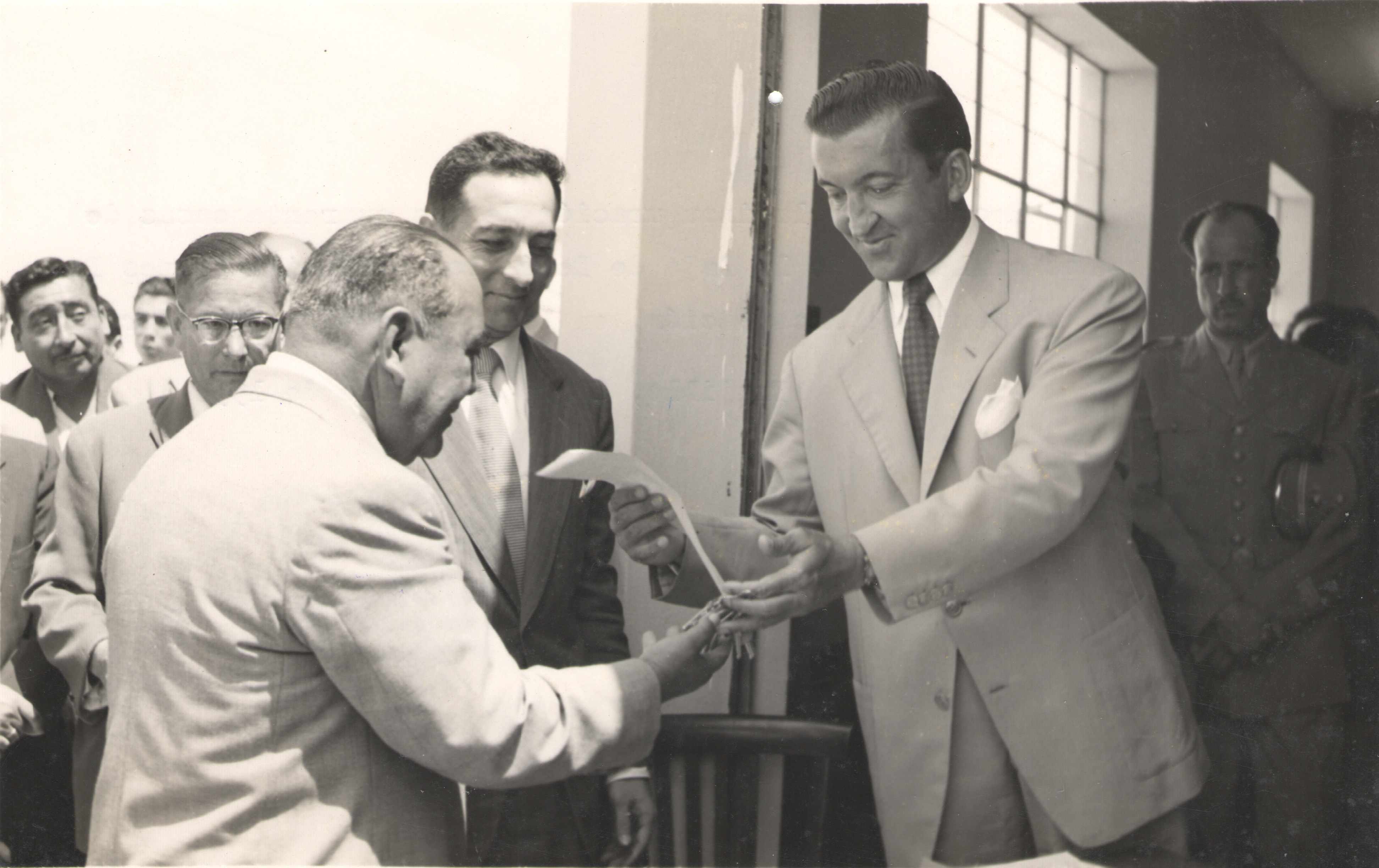
Mutual Panamericana, inauguración de 40 casas

Fue gestor y fundador de la primera Mutual Panamericana de Vivienda en el país, así permitió a numerosas familias de escasos recursos la obtención de la casa propia. Para cumplir el reto, convocó a destacados profesionales para ayudar a los trujillanos con créditos de vivienda pagaderos en plazos de 20 años.
Encabezó el Movimiento Nacional Pro-restauración de Chan Chan, para lo cual formó y presidió un comité especial, logrando la creación de la estampilla que captó los primeros fondos para los trabajos de limpieza y conservación de la Ciudadela Tschudi. Este comité promovió espectáculos como la 'Noche Chimú', con la participación de la legendaria cantante Yma Súmac, acompañándola el tenor trujillano Fortunato de Orbegoso Gaillour y la Orquesta Sinfónica de Chile.
.

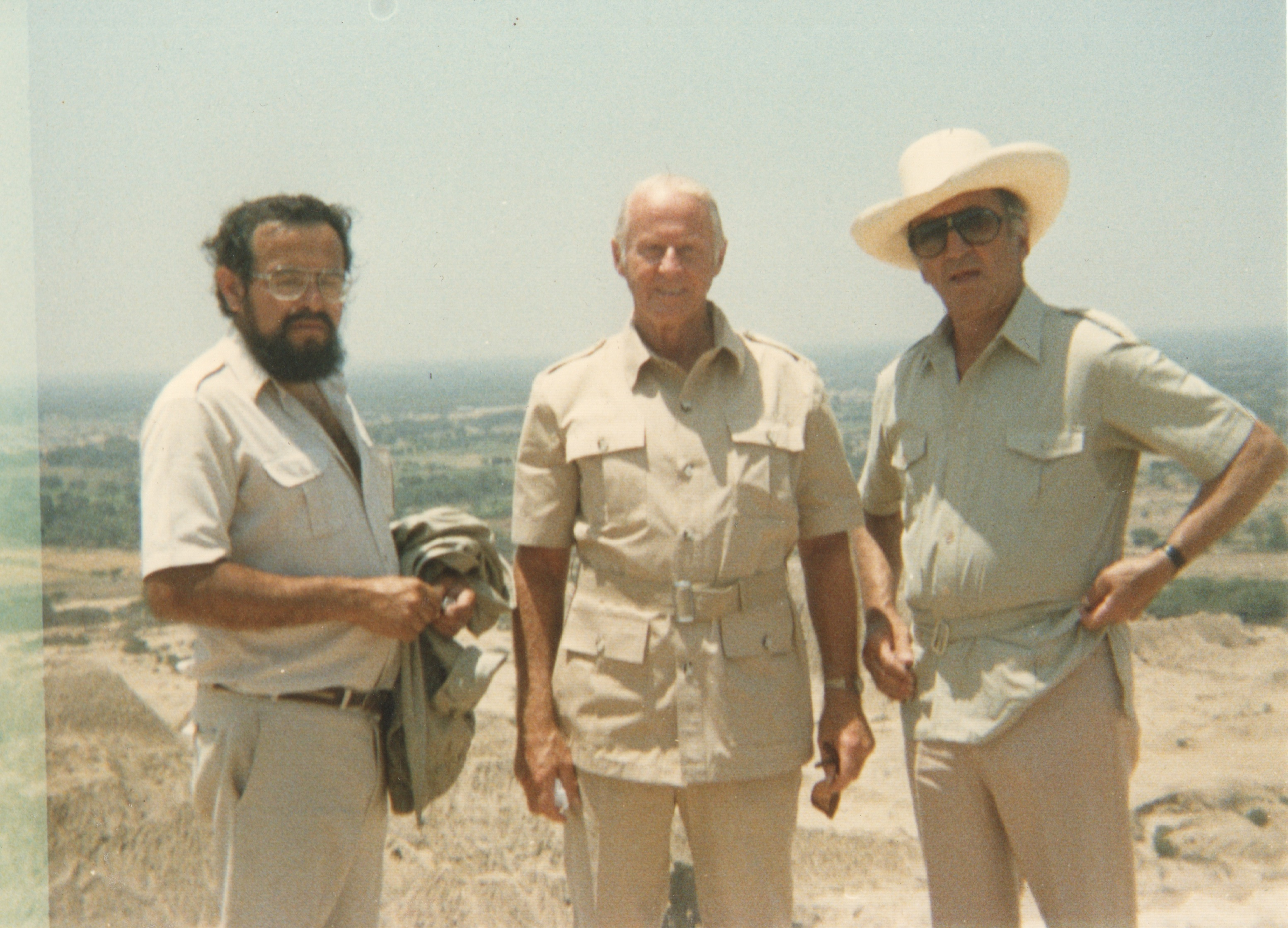
Walter Alva, Thor Heyerdahl y Guillermo Ganoza en Túcume

Viajó a Estados Unidos y logró, en 1968, contacto con una importante misión de la Universidad de Harvard para trabajar en Chan Chan y las Huacas del Sol y de la Luna. Gracias a los trabajos realizados por los arqueólogos en esa época, estos centros arqueológicos fueron difundidos al mundo entero por la National Geographic (enlace roto disponible en Internet Archive; véase el historial, la primera versión y la última)..
En ese mismo año, con la ayuda de sus pequeños hijos y compañeros de colegio, organizó la campaña ‘Chin Chin para Chan Chan’, la cual consistió en salir a las calles a pedir una colaboración a los trujillanos, con el propósito de restaurar este grandioso complejo arqueológico.
Los arqueólogos que recuperaron la ciudadela de Chan Chan trabajaron, a iniciativa de Guillermo Ganoza, con los chamanes del norte, quienes utilizaban diversas yerbas de la zona, las cuales ayudaban a mantener y preservar el barro de la ciudadela.

## Vida empresarial

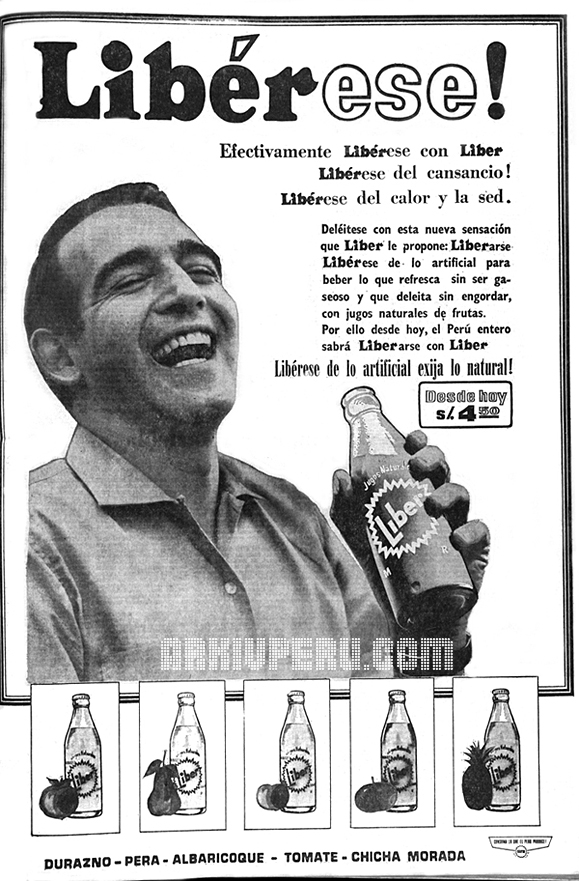
Publicidad de Jugos Líber

Al regresar a Trujillo en 1951, a sus 28 años, fundó, junto con grupos de empresarios trujillanos, la primera fábrica de jugos ‘Líber’ y la primera envasadora de vegetales del Perú, con la cual se convirtió en el pionero y forjador de la industria de conservas en el país. Su visión empresarial le permitió que, por primera vez, sea él quien importara al Perú coronas de espárragos de la variedad Mary Washington procedentes de la Universidad de California, Estados Unidos (1953). Gracias a esta iniciativa, Ganoza Vargas fue el pionero en exportar espárragos en el Perú, país que hoy es el principal exportador de Espárrago Blanco del mundo. Asimismo, en el periodo 1949 – 1955 fue presidente del Comité Nacional de Productos Alimenticios. Posteriormente, la fábrica de jugos y la envasadora de la familia Ganoza, fueron confiscadas durante la época de la dictadura militar de Juan Velasco Alvarado (1968-1975)

### Aportes a la Banca
Fue el creador de la primera Banca Regional en el país, fundó el ex Banco Nor Perú. El banco adquirió, bajo su presidencia, la Casa de la Emancipación o Madalengoitia, convirtiéndose así en el pionero en la preservación de casonas coloniales. Cuando fue presidente del Banco Nor Perú trajo los primeros cajeros automáticos que se usaron en Perú. Posteriormente, este banco también fue confiscado en la dictadura de Juan Velasco Alvarado.
De 1962 a 1965 fue director del Banco Central de Reserva del Perú en representación de la Banca Regional, así su firma apareció en los billetes de 50 y 100 soles de oro. En 1966 fue presidente de la Delegación de Bancos del Perú para el Congreso Latinoamericano de Bancos, celebrado en Paraguay.

## Reconocimientos y homenajes
- El 11 de diciembre de 2009, el Gobierno Regional de La Libertad le otorgó en su homenaje la Medalla de La Libertad, en reconocimiento a su trabajo como Pionero en la introducción, producción y desarrollo agroindustrial del espárrago (Asparagus officinalis) en la región de La Libertad.[21]